# Camptocarpus semihastatus
Camptocarpus semihastatus är en oleanderväxtart som beskrevs av J. Klackenberg. Camptocarpus semihastatus ingår i släktet Camptocarpus och familjen oleanderväxter. Inga underarter finns listade i Catalogue of Life.